# کهن‌باشندگان
کهن‌باشندگان (نام علمی: Tapejaridae) نام یک تیره از بالاخانواده اژدرهاواران است.